# Deutsche Gesellschaft für Allergologie und klinische Immunologie
Die Deutsche Gesellschaft für Allergologie und klinische Immunologie (DGAKI) ist eine wissenschaftliche Fachgesellschaft, die sich der Förderung von Forschung und klinischer Praxis in den Themenfeldern der Allergologie und der klinischen Immunologie widmet. Die DGAKI kooperiert hierbei eng mit dem Ärzteverband Deutscher Allergologen (AeDA) und der Gesellschaft für Pädiatrische Allergologie und Umweltmedizin (GPA). Die DGAKI ist Mitglied der Arbeitsgemeinschaft der Wissenschaftlichen Medizinischen Fachgesellschaften (AWMF).

## Organisation und Ziele
Die DGAKI besitzt die Rechtsform des eingetragenen Vereins. Zu den Zielen der Fachgesellschaft gehören die Organisation fachwissenschaftlicher Veranstaltungen, die Erarbeitung und Publikation von Qualitätsrichtlinien, die Förderung des wissenschaftlichen Nachwuchses und der Konzepte zur Versorgung Allergiekranker sowie die Entwicklung von Präventionsstrategien.

## Aktivitäten

### Publikationsorgan
Offizielles Organ der DGAKI ist die Fachzeitschrift Allergologie, die im Oberhachinger Dustri-Verlag erscheint. Die Allergologie wurde im Jahr 1978 vom damaligen 1. Vorsitzenden der DGAKI Erich Fuchs mitbegründet, der anschließend über mehrere Jahre als Herausgeber der Fachzeitschrift fungierte.
Die Zeitschrift Allergologie veröffentlicht in erster Linie klinische Originalarbeiten, in denen Forschungsergebnisse zur Allergologie und zur klinischen Immunologie vorgestellt  werden, hinzu kommen Übersichtsarbeiten, in denen aktuelle Erkenntnisse gebündelt und erläutert werden – mehrere solcher Übersichtsarbeiten werden in Schwerpunktheften der Allergologie zusammengefasst. Zudem erscheinen in der Fachzeitschrift die für die bearbeiteten Themenbereiche relevanten Leitlinien der AWMF, Zusammenfassungen internationaler Studien, Abstracts und Kongressberichte.

### Kongresse und Preise
Der Fachkongress der DGAKI ist der jährlich stattfindende Deutsche Allergie Kongress, der in Kooperation mit weiteren Fachgesellschaften organisiert wird. Im Rahmen des Deutschen Allergie Kongresses werden die Wissenschaftspreise der DGAKI verliehen. Hierzu gehören:
- DGAKI-Forschungspreis
- Nachwuchsförderpreis der DGAKI
- Joachim Ganzer Förderpreis der Allergen Immuntherapie
- DGAKI-Medaille (alle drei Jahre)

Die DGAKI vergibt zudem das Clemens von Pirquet-Stipendium in Erinnerung an den österreichischen Immunologen. Das Stipendium wird jährlich im Rahmen der Frühjahrstagung der DGAKI, dem Mainzer Allergie-Workshop, für Dissertationen in den Themenfeldern Allergologie und klinischer Immunologie vergeben.

### Medizinische Leitlinien
Die Gesellschaft entwickelt zu Themen ihres Fachgebiets medizinische Leitlinien, die im Rahmen des AWMF-Leitlinienprogramms veröffentlicht werden.

### Publikationen
Gemeinsam mit dem Ärzteverband Deutscher Allergologen (AeDA) und der Gesellschaft für Pädiatrische Allergologie und Umweltmedizin (GPA) gibt die DGAKI das Weißbuch Allergie in Deutschland heraus, das im Springer Medizin Verlag erscheint. Das Weißbuch Allergie in Deutschland wendet sich an Verantwortungsträger in der Gesundheitspolitik, um über die Allergie zu informieren, die im Buch als  Volkskrankheit bezeichnet wird.

## Geschichte
Die Gesellschaft wurde 1951 gegründet und ist seit 1996 Mitglied der AWMF.
Zeitweise war das im Springer Medizin Verlag erscheinende Allergo Journal das Verbandsorgan der DGAKI. Die im Jahr 2013 begründete Zeitschrift hat einen Impact Factor von 2,35 (2020) und wird in über 100 Ländern gelesen. Die Zusammenarbeit wurde zum 1. Januar 2021 von Seiten der DGAKI beendet.